# Hieronymus Justesen Ranch
Hieronymus Justesen Ranch (* um 1539 in Vinkel bei Viborg, Dänemark; † 3. Dezember 1607 in Viborg) war ein dänischer Geistlicher und der erste Dramatiker der neuzeitlichen dänischen Literatur.

## Leben
Über Ranchs Leben ist nur wenig bekannt. Er war der jüngste von drei Söhnen des Pastors Just Lauritsen und studierte zwischen 1561 und 1572 Theologie an den deutschen protestantischen Universitäten Rostock und Wittenberg. 1572 wurde er Pfarrer in Viborg, wo er die Witwe seines Vorgängers heiratete. 1591 wurde er Propst der Harde Nørlyng Herred. Er war mit dem Astronomen Christian Severin (1562–1647) und dem Theologen Hans Poulsen Resen (1561–1638) befreundet.
Seine vier bekannten literarischen Werke wurden erst posthum gedruckt. Drei davon sind Dramen, die er vermutlich für Schüler der Lateinschule in Viborg geschrieben hat. Das allegorische Bibeldrama Kong Salomons Hylding wurde 1584 in Anwesenheit des Thronfolgers Prinz Christian (dem späteren König Christian IV.) aufgeführt. Ranch spielte dabei den Narren. Genauso wie das weitere Bibeldrama Samsons Fængsel steht das Stück noch ganz in der Tradition des mittelalterlichen Theaters. Bei dem auf Plautus’ Aulularia fußenden Karrig Niding handelt es sich hingegen um die erste moderne Komödie der dänischen Literatur, die vermutlich 1598, mehr als 120 Jahre vor Ludvig Holbergs ersten Komödien, aufgeführt wurde. Für einen Druck wurde Ranch am königlichen Hof die Approbation verweigert. Karrig Niding avancierte später zu einem Klassiker. Das Stück wird bis heute in Dänemark inszeniert. Der dänische Komponist Yngve Jan Trede schrieb es unter dem Titel Danefæ zu einer Oper um, die 1980 am Königlich Dänischen Theater uraufgeführt wurde.

## Werke
- Kong Salomons Hylding („König Salomons Huldigung“), 1584, Bibeldrama
- Karrig Niding („Der Geizhals“), ca. 1598, Komödie (Farce)
- Samsons Fængsel („Samsons Gefangenschaft“), 1599, Bibeldrama
- Fuglevise („Vogellied“), Gedicht